# 九龍區專線小巴33線
九龍區專線小巴33線為香港一條已取消的專綫小巴路線，由合昌公共小型巴士專線有限公司營辦，往來海港花園及九龍城（露明道）。

## 歷史
- 1984年2月1日：運輸署公開招標11組共20條專綫小巴新路線，此線與另一條往來深水埗碼頭及旺角火車站的路線編為同一組。[2]
- 1984年7月21日：33線投入服務，當時往來富山及九龍城碼頭。[3]
- 1984年12月10日：加開短程服務往來富山及黃大仙站（正德街）（即現時的33M線）[4]。
- 1986年8月15日：往來富山及黃大仙站（正德街）的短程服務重編號碼為33M線。
- 1989年10月4日：增加多項分段收費。
- 1990年：伸延至海港花園以配合海港花園入伙。
- 1991年10月1日：增設分段收費由豐盛街油站往海港花園。
- 1998年7月30日：增設輔助服務路線往來海港花園及鑽石山站（即現時的33A線）。
- 2000年或以後：行走此線的小巴陸續安裝八達通收費器，乘客可使用八達通付款。[5]
- 2000年底：為配合富山總站啟用，往九龍城碼頭方向加停富山總站。
- 不詳：由於九龍城碼頭總站乘坐此線的乘客稀少，因此只在下午5:00至7:00的班次繞經九龍城碼頭，而其餘時間的班次則縮短至木廠街。
- 2002年底：此線車隊陸續由三菱Rosa柴油小巴改用為豐田Coaster（5LS）石油氣小巴。
- 2003年1月11日：由於客量偏低導致嚴重虧蝕，因此更改行車路線改經亞皆老街及露明道，不經馬頭涌道及木廠街，並降低全程收費。
- 2006年6月18日：往來海港花園及鑽石山站的輔助服務路編號為33A線。
- 2011年7月：由於客量偏低導致長期虧蝕，運輸署公布營辦商提出由2011年10月1日起停辦此線。[1][6]
- 2011年9月9日：運輸署公開招標5組共11條專綫小巴路線，此線與33A及33M線一併重新招標。[7]
- 2011年10月1日：原有營辦商當天起停止此路線服務。[8]
- 2012年11月23日：運輸署公開招標2組共4條專綫小巴路線，此線與33A及33M線一併重新招標。[9]

## 服務時間及班次

### 由海港花園開出
營辦商
- 每天：06:24-23:00（10-12分鐘一班）

運輸署
- 每天：06:30-23:00（12-15分鐘一班）

## 收費
全程收費：$5.2
- 沙埔道往九龍城（露明道）：$3
- 鳳舞街往海港花園：$5
- 龍翔道往海港花園：$3.6
- 豐盛街油站往海港花園：$1.8

| - 此路線大小同價。 - 乘客可以現金或八達通卡於上車時付款，不設找贖。 - 此線長者咭持有人半價優惠（10:00-16:00時段，只限現金）。 |

| 收費調整生效日期                         | 全程收費 | 分段收費 |
| ---------------------------------------- | -------- | --- |
| 2008年12月28日                           | $5.2     | 沙埔道往九龍城（露明道）：$3 鳳舞街往海港花園：$5 龍翔道往海港花園：$3.6 豐盛街油站往海港花園：$1.8                            |
| 2006年6月18日                            | $4.9     | 沙埔道往九龍城（露明道）：$4.2 鳳舞街往海港花園：$4.7 龍翔道往海港花園：$3.4 豐盛街油站往海港花園：$1.7                        |
| 2003年1月11日 （縮短至九龍城（露明道）） | $4.7     | 沙埔道往九龍城（露明道）：$4 鳳舞街往海港花園：$4.5 龍翔道往海港花園：$3.2 豐盛街油站往海港花園：$1.6                          |
| 1998年2月8日                             | $5.3     | 鳳舞街往九龍城碼頭：$4.7 衙前圍道往九龍城碼頭：$4 衙前圍道往海港花園：$4.7 鳳舞街往海港花園：$3.2 豐盛街油站往海港花園：$1.6   |
| 1997年1月26日                            | $5       | 鳳舞街往九龍城碼頭：$4.4 衙前圍道往九龍城碼頭：$3.8 衙前圍道往海港花園：$4.4 鳳舞街往海港花園：$3 豐盛街油站往海港花園：$1.6   |
| 1995年12月17日                           | $4.8     | 鳳舞街往九龍城碼頭：$4.2 衙前圍道往九龍城碼頭：$3.6 衙前圍道往海港花園：$4.2 鳳舞街往海港花園：$2.8 豐盛街油站往海港花園：$1.6 |
| 1994年11月20日                           | $4.4     | 鳳舞街往九龍城碼頭：$3.8 衙前圍道往九龍城碼頭：$3.3 衙前圍道往海港花園：$3.8 鳳舞街往海港花園：$2.6 豐盛街油站往海港花園：$1.5 |
| 1993年11月1日                            | $4       | 鳳舞街往九龍城碼頭：$3.5 衙前圍道往九龍城碼頭：$3 衙前圍道往海港花園：$3.5 鳳舞街往海港花園：$2.4 豐盛街油站往海港花園：$1.4   |
| 1992年8月23日                            | $3.8     | 鳳舞街往九龍城碼頭：$3.3 衙前圍道往九龍城碼頭：$2.8 衙前圍道往海港花園：$3.3 鳳舞街往海港花園：$2.2 豐盛街油站往海港花園：$1.3 |
| 1991年10月1日 （延長至海港花園）         | $3.5     | 鳳舞街往九龍城碼頭：$3 衙前圍道往九龍城碼頭：$2.5 衙前圍道往海港花園：$3 鳳舞街往海港花園：$2 豐盛街油站往海港花園：$1.3       |
| 1990年12月10日                           | $3.5     | 鳳舞街往九龍城碼頭：$3 衙前圍道往九龍城碼頭：$2.5 衙前圍道往富山：$3 鳳舞街往富山：$2                                          |
| 1989年10月4日                            | $3       | 鳳舞街往九龍城碼頭：$2.5 衙前圍道往九龍城碼頭：$2 衙前圍道往富山：$2.5 鳳舞街往富山：$1.7                                      |
| 1989年4月1日                             | $3       | 不設分段收費 |
| 1984年7月21日                            | $2.5     | 不設分段收費 |

## 行車路線
途經街道：豐盛街、蒲崗村道、龍翔道、鳳舞街、東頭邨道、東正道、沙埔道、衙前圍道、福佬村道、太子道西、九龍城迴旋處、亞皆老街、露明道、太子道西、嘉林邊道、衙前圍道、打鼓嶺道、樂善道、東隆道、東頭邨道、鳳舞街、龍翔道、大磡道、龍蟠街、鳳德道、蒲崗村道、豐盛街

## 車站
途經街道：豐盛街、蒲崗村道、龍翔道、鳳舞街、東頭邨道、東正道、沙埔道、衙前圍道、福佬村道、太子道西、九龍城迴旋處、亞皆老街、露明道、太子道西、嘉林邊道、衙前圍道、打鼓嶺道、樂善道、東隆道、東頭邨道、鳳舞街、龍翔道、大磡道、龍蟠街、鳳德道、蒲崗村道、豐盛街
| 九龍專綫小巴33線（海港花園↺九龍城（露明道）） | 九龍專綫小巴33線（海港花園↺九龍城（露明道）） | 九龍專綫小巴33線（海港花園↺九龍城（露明道）） | 九龍專綫小巴33線（海港花園↺九龍城（露明道）） | 九龍專綫小巴33線（海港花園↺九龍城（露明道）） |
| 序號                                          | 地區                                          | 街道                                          | 主要車站位置                                  | 備註                                          |
| --------------------------------------------- | --------------------------------------------- | --------------------------------------------- | --------------------------------------------- | --------------------------------------------- |
| 1                                             | 斧山                                          | 豐盛街                                        | 海港花園總站                                  |                                               |
| 2                                             | 斧山                                          | 豐盛街                                        | 瓊麗苑                                        |                                               |
| 3                                             | 斧山                                          | 豐盛街                                        | 瓊山苑                                        |                                               |
| 4                                             | 斧山                                          | 豐盛街                                        | 富山邨                                        |                                               |
| 5                                             | 斧山                                          | 蒲崗村道                                      | 富山總站                                      |                                               |
| 6                                             | 慈雲山                                        | 蒲崗村道                                      | 學校村                                        |                                               |
| 7                                             | 慈雲山                                        | 蒲崗村道                                      | 聖公會慈光堂                                  |                                               |
| 8                                             | 慈雲山                                        | 蒲崗村道                                      | 蒲英里                                        |                                               |
| 9                                             | 慈雲山                                        | 蒲崗村道                                      | 蒲崗村道體育館                                |                                               |
| 10                                            | 鳳德及鳳凰                                    | 蒲崗村道                                      | 鳳鑽苑                                        |                                               |
| 11                                            | 樂富                                          | 鳳舞街                                        | 麼士游泳池                                    |                                               |
| 12                                            | 樂富                                          | 鳳舞街                                        | 橫頭磡邨宏德樓                                |                                               |
| 13                                            | 東頭                                          | 東頭邨道                                      | 東頭邨榮東樓                                  |                                               |
| 14                                            | 東頭                                          | 東頭邨道                                      | 東頭邨盈東樓                                  |                                               |
| 15                                            | 東頭                                          | 東正道                                        | 東頭邨茂東樓                                  |                                               |
| 16                                            | 九龍城                                        | 沙埔道                                        | 富豪東方酒店                                  | 分段收費起點站                                |
| 17                                            | 九龍城                                        | 衙前圍道                                      | 打鼓嶺道                                      |                                               |
| 18                                            | 九龍城                                        | 衙前圍道                                      | 龍崗街                                        |                                               |
| 19                                            | 九龍城                                        | 衙前圍道                                      | 九龍城街市                                    |                                               |
| 20                                            | 九龍城                                        | 衙前圍道                                      | 獅子石道                                      |                                               |
| 21                                            | 九龍城                                        | 褔佬村道                                      | 褔佬村道                                      |                                               |
| 22                                            | 九龍城                                        | 亞皆老街                                      | 亞皆老街富寧街                                |                                               |
| 23                                            | 九龍城                                        | 露明道                                        | 露明道（法國醫院／眼科醫院）                  | 循環線折返點                                  |
| 24                                            | 九龍城                                        | 嘉林邊道                                      | 秀竹園道                                      |                                               |
| 25                                            | 九龍城                                        | 衙前圍道                                      | 獅子石道                                      |                                               |
| 26                                            | 九龍城                                        | 衙前圍道                                      | 衙前塱道                                      |                                               |
| 27                                            | 九龍城                                        | 衙前圍道                                      | 南角道                                        |                                               |
| 28                                            | 九龍城                                        | 衙前圍道                                      | 城南道                                        |                                               |
| 29                                            | 九龍城                                        | 打鼓嶺道                                      | 打鼓嶺道                                      |                                               |
| 30                                            | 東頭                                          | 東隆道                                        | 東頭邨東隆道                                  |                                               |
| 31                                            | 樂富                                          | 鳳舞街                                        | 杏林街                                        | 分段收費起點站                                |
| 32                                            | 樂富                                          | 鳳舞街                                        | 橫頭磡邨宏德樓                                |                                               |
| 33                                            | 樂富                                          | 鳳舞街                                        | 橫頭磡邨宏業樓                                |                                               |
| 34                                            | 黃大仙                                        | 龍翔道                                        | 黃大仙鐵路站／龍翔廣場                        | 分段收費起點站                                |
| 35                                            | 鑽石山                                        | 龍蟠街                                        | 龍蟠街                                        |                                               |
| 36                                            | 鳳德及鳳凰                                    | 蒲崗村道                                      | 富祐大廈                                      |                                               |
| 36A                                           | 鳳德及鳳凰                                    | 蒲崗村道                                      | 秀芳花園／匯豪山                              | 不設小巴站，但可供乘客落車。                  |
| 37                                            | 慈雲山                                        | 蒲崗村道                                      | 蒲慈里                                        |                                               |
| 37A                                           | 慈雲山                                        | 蒲崗村道                                      | 樂歡樓                                        | 不設小巴站，但可供乘客落車。                  |
| 38                                            | 慈雲山                                        | 蒲崗村道                                      | 蒲蘅里                                        |                                               |
| 39                                            | 慈雲山                                        | 蒲崗村道                                      | 學校村                                        |                                               |
| 40                                            | 斧山                                          | 蒲崗村道                                      | 鑽石山殯儀館                                  |                                               |
| 41                                            | 斧山                                          | 豐盛街                                        | 豐盛街油站                                    | 分段收費起點站                                |
| 42                                            | 斧山                                          | 豐盛街                                        | 瓊山苑                                        |                                               |
| 43                                            | 斧山                                          | 豐盛街                                        | 瓊麗苑                                        |                                               |
| 44                                            | 斧山                                          | 豐盛街                                        | 海港花園總站                                  |                                               |

### 過往路線
往九龍城碼頭方向，途經：豐盛街、蒲崗村道、蒲崗村道交匯處、龍翔道、鳳舞街、東頭邨道、東正道、樂善道、啟德道，衙前圍道、獅子石道、太子道西、馬頭涌道、木廠街、土瓜灣道、新碼頭街
往海港花園方向，途經：新碼頭街、土瓜灣道、馬頭角道、馬頭涌道、太子道西、嘉林邊道、衙前圍道、打鼓嶺道、樂善道、東和道、東隆道、東頭邨道、鳳舞街、鳳舞街交匯處之東行連接路、龍翔道、蒲崗村道交匯處、蒲崗村道、豐盛街

## 用車
4輛豐田Coaster（5LS）
此路線車隊曾使用三菱Rosa柴油小巴行駛，但已於2002年底陸續更換為豐田Coaster（5LS）石油氣小巴取代。

## 使用狀況
此線在80至90年代期間，由於當時途徑斧山一帶的巴士路線不多，只有九巴3D、3M及過海隧巴116線途徑此處，而沒有九龍市區巴士路線由斧山前往九龍城（雖然過海隧巴116線途徑斧山及九龍城，但由斧山前往九龍城需要繳付過海車費），因此斧山一帶的居民都會乘坐此線前往九龍城。
隨著九巴3B線於1992年11月23日起改經斧山後，此線相對九巴顯得緩慢，甚少乘客乘坐此線前往土瓜灣或九龍城碼頭；加上啟德機場於1998年搬遷，九龍城商業活動減少；後來斧山亦有不少九龍市區巴士路線途徑九龍城，令此線客量下跌，營辦商長期虧蝕，此線於2011年10月1日起停辦。

## 備註
- 此線招標時以富山作為總站，但實際會途經豐盛街，乘客可於海港花園下車。
- 乘客可於海港花園上車，直接前往九龍城。

## 外部連結
- 運輸署官方網站：九龍區專綫小巴路線第 33 號
- i-busnet.com：九龍專綫小巴33線 （页面存档备份，存于）
- 小巴薈：九龍區專綫小巴33線
- 681巴士總站：九龍專綫小巴路線33線 （页面存档备份，存于）
- 西九龍交通總站巡禮 (32) - 馬頭圍 (2)  （页面存档备份，存于）
- 西九龍交通總站巡禮 (33) - 九龍城碼頭 (3)  （页面存档备份，存于）
- 九龍專綫小巴33線 - 香港巴士大典 （页面存档备份，存于）